# Chars
Chars – miejscowość i gmina we Francji, w regionie Île-de-France, w departamencie Dolina Oise.
Według danych na rok 1990 gminę zamieszkiwało 1519 osób, a gęstość zaludnienia wynosiła 91 osób/km² (wśród 1287 gmin regionu Île-de-France Chars plasuje się na 547. miejscu pod względem liczby ludności, natomiast pod względem powierzchni na miejscu 129.).